# Lũ lụt Nam Sulawesi 2019
Vào ngày 22 tháng 1 năm 2019, lũ lụt gây ra bởi mưa lớn đã tấn công tỉnh Nam Sulawesi của Indonesia. Ít nhất 68 người đã thiệt mạng và hàng ngàn người phải di dời. Gowa Regency đặc biệt khó khăn, trải qua phần lớn các trường hợp tử vong.
Trận lụt có sức tàn phá mạnh nhất là do dòng sông Jeneberang tràn vào và mở cửa các đập nước của đập Bili-Bili ở Gowa, mặc dù các trận lũ khác cũng xảy ra ở những nơi khác trong tỉnh.